# 21731 Zhuruochen
21731 Zhuruochen è un asteroide della fascia principale. Scoperto nel 1999, presenta un'orbita caratterizzata da un semiasse maggiore pari a 2,5958617 UA e da un'eccentricità di 0,0488171, inclinata di 15,62755° rispetto all'eclittica.